# 外国人登録令
外国人登録令（がいこくじんとうろくれい、昭和22年勅令第207号）は、外国人登録制度に関する法令で、ポツダム緊急勅令に基づく一般法令である。
1947年（昭和22年）5月2日（日本国憲法施行前日）に公布、一部以外が即日施行され、1952年（昭和27年）4月28日（日本国との平和条約が発効し、日本の占領が解かれた日）に廃止された。大日本帝国憲法下で公布された最後の勅令（ポツダム勅令）であり、外国人登録法の前身的法令である。
同令では、「台湾人のうち内務大臣の定めるもの及び朝鮮人は、この勅令の適用については、当分の間、これを外国人とみなす」とされ、1952年4月28日に平和条約国籍離脱者となった。日本国憲法の施行に備えてその前日に制定され、GHQ施政下の日本国内における在留外国人政策の根拠法令として運用された後、講和の発効・占領解除に伴い、廃止された（外国人登録法附則第2項）。